# 43669 Winterthur
(43669) Winterthour, internationalement (43669) Winterthur, este un asteroid din centura principală de asteroizi.

## Descriere
43669 Winterthur este un asteroid din centura principală de asteroizi. A fost descoperit pe 15 aprilie 2002 la Winterthour de Markus Griesser. Asteroidul prezintă o orbită caracterizată de o semiaxă mare de 2,62 ua, o excentricitate de 0,14 și o înclinație de 13,0° în raport cu ecliptica.